# IT-Business
Ne doit pas être confondu avec IT for Business, magazine mensuel français.
 (mai 2024).
IT-Business est une revue bimensuelle allemande, spécialisée dans les télécommunications, les technologies de l'information et le cloud computing. Outre les actualités du marché informatique, elle se concentre en détail sur les questions techniques liées aux télécommunications, aux technologies de l'information et aux questions commerciales stratégiques qui intéressent les fabricants de technologies de l'information et de la communication, les sociétés commerciales et les éditeurs de systèmes.
Le tirage distribué est de 46 963 exemplaires, dont 24 804 en ligne (1er trimestre 2023, source IVW).

## Histoire
La création de la publication remonte à une entreprise étudiante de Werner Nieberle. Les étudiants travaillent également comme revendeurs informatiques depuis 1989 et ont rapidement comprennent qu'il y a à l'époque une lacune sur le marché d'une publication indépendante sur le traitement électronique des données.
Au CeBIT 1991, ils se présentent avec la nouvelle société "EHZ – EDV-Handelszeitung". La publication change trois fois de manière significative afin de s'adapter aux exigences du marché et au comportement des lecteurs : en 1998, le magazine mensuel EHZ devient l'hebdomadaire IT-Sales Week et en 2000, il devient le journal IT-Business News et en janvier 2007 le magazine bihebdomadaire IT-Business au format magazine.